# Zephyranthes briquetii
Zephyranthes briquetii är en amaryllisväxtart som beskrevs av James Francis Macbride. Zephyranthes briquetii ingår i släktet Zephyranthes och familjen amaryllisväxter. Inga underarter finns listade i Catalogue of Life.